# Gmina Czeszinowo-Obleszewo
Gmina Czeszinowo-Obleszewo, gmina Češinovo-Obleševo (mac. Општина Чешиново-Облешево) – gmina we wschodniej Macedonii Północnej. Powstała w 2003 roku, z połączenia się gminy Czeszinowo z gminą Obleszewo w jedną gminę.
Graniczy z gminami: Koczani i Zrnowci od wschodu oraz Probisztip  i Karbinci od zachodu.
Skład etniczny
- 99,54% – Macedończycy
- 0,46% – pozostali

W skład gminy wchodzi 14 wsi: Bańa, Buriłczewo, Czeszinowo, Cziflik, Kucziczino, Lepopełci, Nowo Sełani, Obleszewo, Sokołarc, Spanczewo, Teranci, Ułarci, Wrbica, Żigance.